# Capsula externa
De capsula externa (Latijn, lett.: "buitenste kapsel") is een verzameling vezelbanen van witte stof in de hersenen. De vezels lopen tussen de buitenkant van het putamen en het claustrum en zijn in doorsnedes te zien als een dunne, lichtkleurige band.
De capsula externa bestaat uit associatievezels, die verschillende gebieden binnen de hersenschors met elkaar verbinden. De vezels die door de capsula externa lopen verbinden de basale voorhersenen met de hersenschors en maken gebruik van acetylcholine om signalen door te geven.
De capsula externa voegt zich uiteindelijk samen met de capsula interna en vormt zo een lus om de nucleus lentiformis (putamen en globus pallidus).